# 明武爾
明武爾是非洲國家加蓬的城鎮，由沃勒-恩特姆省負責管轄，位於該國東北部恩特姆河畔，毗鄰與喀麥隆接壤的邊界，2006年人口約2,960。

## 外部連結
- MSN Map[永久]

02°09′N 12°08′E / 2.150°N 12.133°E